# 第36回社会人野球日本選手権大会予選
第36回社会人野球日本選手権大会予選（だい36かいしゃかいじんやきゅうにほんせんしゅけんたいかいよせん）は、第36回社会人野球日本選手権大会の出場チームを決定するために行われた予選および各種大会の結果をまとめたものである。なお、1次予選のコールドゲーム及び延長戦のイニングは記載していない。

## 概要
出場権を得た32チームのうち、トータル阪神とOBC高島のクラブチーム2チームが初出場となった。そのうち、OBC高島は最終予選で企業チームを破って出場権を獲得した。21チームは連続出場で、最長は16年連続のパナソニック。復活出場9チームのうち、最長ブランクは九州三菱自動車の4年ぶりとなった。
次回大会以降、「日本選手権改革」によりクラブチームの地区予選への出場が大幅に制限されたため、多くのクラブチームにとって地区予選に出場できる最後の大会となった。

### 出場枠
- 推薦枠2（都市対抗、クラブ選手権）
- 対象JABA地区連盟主催大会枠9（東京スポニチ大会、四国大会、静岡大会、岡山大会、京都大会、九州大会、長野大会、東北大会、北海道大会）
- 地区予選枠21（北海道1、東北1、北信越1、関東4、東海3、近畿6、中国2、四国1、九州2）
  - Honda、新日本石油ENEOS、パナソニックが複数の大会で優勝したため、関東と近畿の最終予選枠が2枠ずつ増（関東6、近畿8）となった。

## 第80回都市対抗野球大会
Hondaが本戦出場

## 第34回全日本クラブ野球選手権大会
- 1回戦

横浜金港クラブ　2x－1（延長11回タイブレーク）　エイデン愛工大OB BLITZ
NTTグループ東北マークス　2－1　Hard Ball Club 金沢
全足利クラブ　3－0　オールいわきクラブ
トータル阪神　1－0（延長10回）　トランシス・マーリンズ
松山フェニックス　3－1　全府中野球倶楽部
水沢駒形野球倶楽部　1－0　北九州市民硬式野球クラブ
ブルーズヨシフォレスト　7－6　ガッツ全栃木野球クラブ
OBC高島　6－0　佐久コスモスターズ硬式野球クラブ
- 2回戦

NTTグループ東北マークス　9－7（延長12回タイブレーク）　横浜金港クラブ
トータル阪神　2－0　全足利クラブ
松山フェニックス　4－3　水沢駒形野球倶楽部
OBC高島　15－4（7回コールド）　ブルーズヨシフォレスト
- 準決勝

トータル阪神　9－6（延長11回タイブレーク）　NTTグループ東北マークス
松山フェニックス　7－5　OBC高島
- 決勝（9月7日・西武ドーム）

トータル阪神　3－0　松山フェニックス
トータル阪神が本戦出場

## 日本選手権対象大会

### 第64回JABA東京スポニチ大会
- 1回戦

JFE東日本　5－4（延長10回）　住友金属鹿島
JR東日本　9－1（7回コールド）　大阪ガス
三菱自動車岡崎　4－2　日産自動車
明治安田生命　3－0　日本通運
富士重工業　8－1（7回コールド）　JR東海
東京ガス　7－4　日本新薬
三菱重工横浜　3－1　JR九州
かずさマジック　5－4（延長10回）　三菱重工神戸
Honda鈴鹿　8－4　NTT東日本
Honda　7－0（8回コールド）　セガサミー
東邦ガス　10－1（7回コールド）　東芝
鷺宮製作所　4－2　日立製作所
- 2回戦

JFE東日本　7－1　三菱重工名古屋
JR東日本　6－1　三菱自動車岡崎
明治安田生命　1x－0　富士重工業
新日本石油ENEOS　3－2　東京ガス
三菱重工横浜　1－0　七十七銀行
Honda鈴鹿　3－1　かずさマジック
Honda　5x－3　東邦ガス
NTT西日本　3－1　鷺宮製作所
- 準々決勝

JFE東日本　4－2　JR東日本
新日本石油ENEOS　5－3　明治安田生命
三菱重工横浜　5－2　Honda鈴鹿
Honda　7－0（8回コールド）　NTT西日本
- 準決勝

新日本石油ENSOS　8－6　JFE東日本
三菱重工横浜　4－1　Honda
- 決勝（3月16日・明治神宮球場）

新日本石油ENOES　4－2　三菱重工横浜
新日本石油ENEOSが本戦出場

### 第57回JABA静岡大会
- 1回戦

TDK　5－3（延長12回）　沖縄電力
東芝　4－2　大和高田クラブ
Honda鈴鹿　3－2　JFE東日本
ヤマハ　2－1　フェデックス
セガサミー　7x－6　三菱自動車岡崎
東邦ガス　11－1（7回コールド）　甲賀健康医療専門学校
鷺宮製作所　5－3　西濃運輸
- 2回戦

王子製紙　1－0　TDK
JR東海　1－0　東芝
JR東日本　5－0　Honda鈴鹿
日立製作所　7－0（7回コールド）　ヤマハ
Honda　4－2　セガサミー
富士重工業　2－0　東邦ガス
鷺宮製作所　8－5（延長15回タイブレーク）　トヨタ自動車
日産自動車　6－5　三菱重工名古屋
- 準々決勝

王子製紙　4－0　JR東海
JR東日本　8－4（延長10回）　日立製作所
Honda　10－0（7回コールド）　富士重工業
日産自動車　2－0　鷺宮製作所
- 準決勝

JR東日本　2－1　王子製紙
Honda　2－1　日産自動車
- 決勝（4月11日・草薙球場）

JR東日本　6－5（延長13回タイブレーク）　Honda
JR東日本が本戦出場

### 第39回JABA四国大会
- 1回戦

NTT東日本　10－2（7回コールド）　日本生命
日産自動車九州　4－1　JR東日本東北
東海REX　7－0（7回コールド）　ワイテック
- 2回戦

三菱重工長崎　4－3　NTT東日本
アークバリアドリームクラブ　2－1　三菱重工広島
東海理化　4－2　JR四国
パナソニック　3－2（延長13回）　日産自動車九州
JR九州　6－1　ツネイシホールディングス野球クラブ
日本通運　20－1（7回コールド）　松山フェニックス
NTT西日本　5－1　徳島野球倶楽部
東海REX　9－5　四国銀行
- 準々決勝

三菱重工長崎　4－0　アークバリアドリームクラブ
パナソニック　2－1　JR東海
日本通運　5－2　JR九州
NTT西日本　5－2　東海REX
- 準決勝

パナソニック　4－2（延長10回）　三菱重工長崎
NTT西日本　1－0　日本通運
- 決勝（4月16日・春野球場）

パナソニック　2－1　NTT西日本
パナソニックが本戦出場

### 第53回JABA岡山大会
- 1回戦

シティライト岡山　6－2　関西メディカルスポーツ学院
JR東海　2－1　三菱重工広島
新日本石油ENEOS　7x－6（延長11回）　Honda熊本
セガサミー　9－2　三菱自動車倉敷オーシャンズ
JFE西日本　1－0　沖縄電力
日本新薬　1－0　JR四国
- 2回戦

ニチダイ　4－2　倉敷ピーチジャックス
JR東海　13－0（5回コールド）　シティライト岡山
新日本石油ENEOS　3－2　伯和ビクトリーズ
王子製紙　2－1　三菱重工三原
新日本製鉄広畑　2x－1　ワイテック
セガサミー　2－1　JR北海道
日本新薬　5－4　JFE西日本
西濃運輸　6－2　山口きららマウントG
- 準々決勝

JR東海　2－0　ニチダイ
新日本石油ENEOS　6－0　王子製紙
セガサミー　4－2　新日本製鉄広畑
西濃運輸　6－5（延長14回タイブレーク）　日本新薬
- 準決勝

新日本石油ENEOS　3－1　JR東海
セガサミー　11－0（7回コールド）　西濃運輸
- 決勝（4月21日・倉敷マスカットスタジアム）

新日本石油ENEOS　8－1（7回コールド）　セガサミー
新日本石油ENEOSはすでに本戦出場権を得ているため、関東地区からの最終予選出場枠1増

### 第52回JABA長野県知事旗争奪大会
- 予選リーグAブロック

第1戦　東京ガス　4x－3　七十七銀行
第2戦　東海理化　9－1（7回コールド）　バイタルネット
第3戦　東海理化　5－3　七十七銀行
第4戦　東京ガス　8－1（7回コールド）　バイタルネット
第5戦　七十七銀行　8－0（7回コールド）　バイタルネット
第6戦　東京ガス　4－2　東海理化
- 予選リーグBブロック

第1戦　ヤマハ　7－6　NTT信越硬式野球クラブ
第2戦　JFE東日本　6－1　伏木海陸運送
第3戦　NTT信越硬式野球クラブ　17－4（7回コールド）　伏木海陸運送
第4戦　ヤマハ　9－6　JFE東日本
第5戦　NTT信越硬式野球クラブ　3－2　JFE東日本
第6戦　ヤマハ　9－0（7回コールド）　伏木海陸運送
- 予選リーグCブロック

第1戦　パナソニック　2－0（延長10回）　フェデックス
第2戦　明治安田生命　11－1（7回コールド）　東海REX
第3戦　フェデックス　7－6　東海REX
第4戦　パナソニック　12－1（7回コールド）　明治安田生命
第5戦　パナソニック　4－1　東海REX
第6戦　明治安田生命　7－3　フェデックス
各組1位とNTT信越硬式野球クラブ（ワイルドカード・得失点差の比較による）が決勝トーナメントに進出
- 準決勝

東京ガス　4－2　ヤマハ
パナソニック　3－1　NTT信越硬式野球クラブ
- 決勝（4月27日・長野オリンピックスタジアム）

パナソニック　3－0　東京ガス
パナソニックはすでに本戦出場権を得ているため、近畿地区からの最終予選出場枠1増

### 第61回JABA京都大会
- 1回戦

JR東日本　12－3（7回コールド）　中山製鋼野球クラブ
日本生命　2x－1（延長10回）　三菱自動車倉敷オーシャンズ
かずさマジック　7－0（7回コールド）　和歌山箕島球友会
NTT西日本　1－0　Honda鈴鹿
大阪ガス　7－0（7回コールド）　航空自衛隊千歳
OBC高島　4－1　新日本石油ENEOS
- 2回戦

三菱重工神戸　3－0　宮崎梅田学園
東邦ガス　7－0（8回コールド）　ニチダイ
JR東日本　3－2　日本新薬
NTT西日本　1－0　富士重工業
大阪ガス　7－0（7回コールド）　甲賀健康医療専門学校
JFE西日本　7－0（8回コールド）　OBC高島
日本生命　5－2　新日本製鉄広畑
パナソニック　8－1（7回コールド）　かずさマジック
- 準々決勝

NTT西日本　3－1　大阪ガス
JFE西日本　5－1　三菱重工神戸
JR東日本　3x－2（延長14回タイブレーク）　東邦ガス
パナソニック　6－2　日本生命
- 準決勝

NTT西日本　5－3　JFE西日本
パナソニック　5－1　JR東日本
- 決勝（5月5日・わかさスタジアム京都）

パナソニック　5x－4（延長10回）　NTT西日本
パナソニックはすでに本戦出場権を得ているため、近畿地区からの最終予選出場枠1増

### 第63回JABA九州大会
- 1回戦

ヤマハ　4－0　沖縄電力
九州三菱自動車　8－0（7回コールド）　光シーガルズ
関西メディカルスポーツ学院　5－3　沖データコンピュータ教育学院
JR九州　4－1　シティライト岡山
三菱重工長崎　6－0　日立製作所
- 2回戦

ヤマハ　11－10　日産自動車九州
Honda　1－0　九州三菱自動車
日産自動車　12－1（7回コールド）　関西メディカルスポーツ学院
NTT東日本　4－2　熊本ゴールデンラークス
JR九州　6－4　東京ガス
三菱重工長崎　11－9（延長11回タイブレーク）　大阪ガス
トヨタ自動車　11－2（7回コールド）　宮崎梅田学園
Honda熊本　5－3　東芝
- 準々決勝

Honda　7－4　ヤマハ
NTT東日本　7－2　日産自動車
三菱重工長崎　3－2　JR九州
トヨタ自動車　5－2　Honda熊本
- 準決勝

Honda　4－2　NTT東日本
トヨタ自動車　7－1　三菱重工長崎
- 決勝（5月12日・北九州市立大谷球場）

Honda　3－1　トヨタ自動車
Hondaは都市対抗も優勝したため、関東地区からの最終予選出場枠1増

### 第41回JABA東北大会
- 予選リーグAブロック

第1戦　NTT信越硬式野球クラブ　2x－1（延長10回タイブレーク）　JR東日本東北
第2戦　三菱重工横浜　7－0　明治安田生命
第3戦　三菱重工横浜　1－0　JR東日本東北
第4戦　明治安田生命　4－0　NTT信越硬式野球クラブ
第5戦　三菱重工横浜　2－1　NTT信越硬式野球クラブ
第6戦　JR東日本東北　6－1　明治安田生命
- 予選リーグBブロック

第1戦　住友金属鹿島　3－1　TDK
第2戦　日本生命　16－0（7回コールド）　NTTグループ東北マークス
第3戦　日本生命　2x－1　TDK
第4戦　住友金属鹿島　7－1　NTTグループ東北マークス
第5戦　TDK　5－2　NTTグループ東北マークス
第6戦　住友金属鹿島　4－1　日本生命
- 予選リーグCブロック

第1戦　日本通運　8－0　きらやかベースボールクラブ
第2戦　バイタルネット　3－2　七十七銀行
第3戦　七十七銀行　5－0　きらやかベースボールクラブ
第4戦　バイタルネット　3－1（延長10回タイブレーク）　日本通運
第5戦　日本通運　6－0　七十七銀行
第6戦　バイタルネット　2－1（延長11回タイブレーク）　きらやかベースボールクラブ
- 予選リーグDブロック

第1戦　鷺宮製作所　3－0　日本製紙石巻
第2戦　JR北海道　3－0　三菱重工名古屋
第3戦　JR北海道　3－2　鷺宮製作所
第4戦　三菱重工名古屋　3－1　日本製紙石巻
第5戦　三菱重工名古屋　6－2　鷺宮製作所
第6戦　JR北海道　2－0　日本製紙石巻
各組1位が決勝トーナメントに進出
- 準決勝

三菱重工横浜　3－0　住友金属鹿島
バイタルネット　6－2　JR北海道
- 決勝（5月19日・愛島球場）

三菱重工横浜　5－3　バイタルネット
三菱重工横浜が本戦出場

### 第52回JABA北海道大会
- 予選リーグAブロック

第1戦　三菱重工神戸　2－0　JR北海道
第2戦　七十七銀行　3－1　三菱重工横浜
第3戦　七十七銀行　3x－2　JR北海道
第4戦　三菱重工横浜　6x－5（延長10回タイブレーク）　三菱重工神戸
第5戦　三菱重工神戸　2x－1　七十七銀行
第6戦　JR北海道　10－3　三菱重工横浜
- 予選リーグBブロック

第1戦　トヨタ自動車　5－4　パナソニック
第2戦　富士重工業　3－2　室蘭シャークス
第3戦　富士重工業　6－4　トヨタ自動車
第4戦　パナソニック　6－5　室蘭シャークス
第5戦　パナソニック　2－0　富士重工業
第6戦　日本通運　8－2　航空自衛隊千歳
- 予選リーグCブロック

第1戦　Honda　8－1　JR東日本東北
第2戦　鷺宮製作所　8－5　東邦ガス
第3戦　鷺宮製作所　4－1　JR東日本東北
第4戦　Honda　8－4（延長10回タイブレーク）　東邦ガス
第5戦　東邦ガス　4－3　JR東日本東北
第6戦　鷺宮製作所　5x－4（延長10回タイブレーク）　Honda
各組1位とHonda（ワイルドカード・総失点数の比較による）が決勝トーナメントに進出
- 準決勝

三菱重工神戸　9－7　パナソニック
鷺宮製作所　9－5（延長10回タイブレーク）　Honda
- 決勝（8月9日・札幌円山球場）

鷺宮製作所　4－2　三菱重工神戸
鷺宮製作所が本戦出場

## 地区最終予選

### 北海道地区

#### 1次予選
- 1回戦

オール苫小牧　8－7　帯広倶楽部
札幌倶楽部　8－2　ブレーブ釧路
札幌ブルーインズ　6－3　旭川グレート・ベアーズ
トランシス・マーリンズ　8－1　小樽野球協会
- 2回戦

ウイン北広島　6－5　オール苫小牧
TOYAKO　12－2　札幌倶楽部
函館太洋倶楽部　12－1　札幌ブルーインズ
WEEDしらおい　3－1　トランシス・マーリンズ
- 代表決定戦

JR北海道　21－0　ウイン北広島
航空自衛隊千歳　9－0　TOYAKO
室蘭シャークス　7－0　函館太洋倶楽部
WEEDしらおい　5－4　札幌ホーネッツ
JR北海道、航空自衛隊千歳、室蘭シャークス、WEEDしらおいは2次予選に進出

#### 2次予選
- 準決勝

JR北海道　10－1　航空自衛隊千歳
WEEDしらおい　9－5　室蘭シャークス
- 代表決定戦

JR北海道　11－0　WEEDしらおい
JR北海道が本戦出場

### 東北地区

#### 青森県1次予選
- 1回戦

全弘前倶楽部　6－3　オール青森クラブ
ブルーズヨシフォレスト　7－4　自衛隊青森
- 準決勝

全弘前倶楽部　12－5　金木BLIZZARD
三菱製紙八戸クラブ　4－3　ブルーズヨシフォレスト
- 代表決定戦

三菱製紙八戸クラブ　8－4　全弘前倶楽部
三菱製紙八戸クラブは2次予選に進出

#### 岩手県1次予選
- 1回戦

一戸桜陵クラブ　9－1　盛友クラブ
福高クラブ　24－5　前沢野球倶楽部
- 2回戦

オール江刺　11－0　雫石クラブ
フェズント岩手　8－1　一戸桜陵クラブ
JR盛岡　6－4　久慈クラブ
水沢駒形野球倶楽部　9－0　福高クラブ
- 準決勝

フェズント岩手　5－3　オール江刺
JR盛岡　5－4　水沢駒形野球倶楽部
- 代表決定戦

JR盛岡　6－5　フェズント岩手
- 敗者復活戦

水沢駒形野球倶楽部　4－1　オール江刺
- 第2代表決定戦
- フェズント岩手　8－2　水沢駒形野球倶楽部

JR盛岡、フェズント岩手は2次予選に進出

#### 宮城県1次予選
- 1回戦

北杜学園クラブ　10－0　青葉クラブ
サニークラブ　16－7　登米クラブ
- 2回戦（代表決定戦）

日本製紙石巻　3－0　北杜学園クラブ
七十七銀行　10－0　白山クラブ
NTTグループ東北マークス　28－2　サニークラブ
JR東日本東北　10－0　宮城大崎クラブ
- 準決勝

七十七銀行　3－1　日本製紙石巻
JR東日本東北　11－0　NTTグループ東北マークス
- 3位決定戦

日本製紙石巻　13－3　NTTグループ東北マークス
- 決勝

JR東日本東北　2－0　七十七銀行
JR東日本東北、七十七銀行、日本製紙石巻、NTTグループ東北マークスは2次予選に進出

#### 秋田県1次予選
- 1回戦

互代設備ダイヤモンドクラブ　7－6　大曲ベースボールクラブ
能代松陵クラブ　7－2　秋田王冠クラブ
- 2回戦

JR秋田　7－0　ノースアジア大校友クラブ
TDK　16－0　互代設備ダイヤモンドクラブ
由利本荘クラブ　7－3　秋田クラブ
ゴールデンリバース　17－3　能代松陵クラブ
- 準決勝（代表決定戦）

TDK　5－1　JR秋田
由利本荘ベースボールクラブ　6－5　ゴールデンリバース
- 決勝

TDK　2－0　由利本荘ベースボールクラブ
TDK、由利本荘ベースボールクラブは2次予選に進出

#### 山形県1次予選
- 準決勝

きらやか銀行　8－0　新庄球友クラブ
鶴岡野球クラブ　10－1　天童エンジェルス
- 代表決定戦

きらやか銀行　11－1　鶴岡野球クラブ
きらやか銀行は2次予選に進出

#### 福島県1次予選
- 1回戦

ALL北嶺　5－2　表郷硬友クラブ
全白河野球クラブ　8－3　川俣クラブ
福島硬友クラブ　（不戦勝）　あぶくまクラブ
- 2回戦

オールいわきクラブ　7－0　自衛隊福島
いわき菊田クラブ　5－0　郡山クラブ
二本松クラブ　11－0　オール双葉野球クラブ
ALL北嶺　（不戦勝）　飯野クラブ
全白河野球クラブ　13－5　須賀川クラブ
福島硬友クラブ　9－0　小峰クラブ
会津クラブ　6－2　北杜クラブ
オール喜多方クラブ　4－2　福島クラブ
- 準々決勝

オールいわきクラブ　9－6　いわき菊田クラブ
ALL北嶺　14－1　二本松クラブ
全白河野球クラブ　8－7　福島硬友クラブ
会津クラブ　6－5　オール喜多方クラブ
- 準決勝（代表決定戦）

ALL北嶺　4－3　オールいわきクラブ
会津クラブ　6－5　全白河野球クラブ
- 決勝

会津クラブ　4－2　ALL北嶺
会津クラブ、ALL北嶺は2次予選に進出

#### 東北2次予選
- 1回戦

七十七銀行　11－0（7回コールド）　三菱製紙八戸クラブ
日本製紙石巻　7－2　フェズント岩手
NTTグループ東北マークス　9－4　由利本荘ベースボールクラブ
きらやか銀行　10－0（8回コールド）　ALL北嶺
- 2回戦

TDK　1x－0（延長13回）　七十七銀行
日本製紙石巻　22－1（7回コールド）会津ベースボールクラブ
NTTグループ東北マークス　8－1　JR盛岡
JR東日本東北　2－2（延長14回引き分け再試合）　きらやか銀行
JR東日本東北　2－0　きらやか銀行
- 準決勝

TDk　9－2　日本製紙石巻
JR東日本東北　9－2　NTTグループ東北マークス
- 代表決定戦

TDK　5－0　JR東日本東北
TDKが本戦出場

### 北信越地区

#### 長野県1次予選
- リーグ戦

NTT信越硬式野球クラブ　3－1　フェデックス
NTT信越硬式野球クラブ　7－1　佐久コスモスターズ硬式野球クラブ
フェデックス　2－0　佐久コスモスターズ硬式野球クラブ
NTT信越硬式野球クラブ、フェデックスは2次予選に進出

#### 新潟県1次予選
- 1回戦

ファイティング・スピリット　5－2　五泉クラブ
新潟コンマーシャル倶楽部　10－1　新潟国際情報大学ブルーナビッツ
野田サンダーズ　6－1　新発田中央クラブ
にいがたK・D　9－2　佐渡軍団
JR新潟　4－2　新津クラブ
- 2回戦

新潟クラブ野球団　2－1　ファイティング・スピリット
新潟コンマーシャル倶楽部　8－1　オール長岡野球倶楽部
野田サンダーズ　11－1　にいがたK・D
バイタルネット　7－0　JR新潟
- 準決勝（代表決定戦）

新潟コンマーシャル倶楽部　1－0　新潟クラブ野球団
バイタルネット　8－7　野田サンダーズ
- 決勝

バイタルネット　7－4　新潟コンマーシャル倶楽部
バイタルネット、新潟コンマーシャル倶楽部は2次予選に進出

#### 富山・石川・福井1次予選
- 1回戦

伏木海陸運送　8－0　Hard Ball Club 金沢
福井ミリオンドリームズ　8－6　富山ベースボールクラブ
- 代表決定戦

伏木海陸運送　11－0　福井ミリオンドリームズ
- 敗者復活戦

富山ベースボールクラブ　4－1　Hard Ball Club 金沢
- 第2代表決定戦

富山ベースボールクラブ　9－0　福井ミリオンドリームズ
伏木海陸運送、富山ベースボールクラブは2次予選に進出

#### 北信越2次予選
- 予選リーグA組

第1戦　NTT信越硬式野球クラブ　3－1　富山ベースボールクラブ
第2戦　NTT信越硬式野球クラブ　7－3　バイタルネット
第3戦　バイタルネット　7－2　富山ベースボールクラブ
- 予選リーグB組

第1戦　フェデックス　4－2　伏木海陸運送
第2戦　伏木海陸運送　12－1　新潟コンマーシャル倶楽部
第3戦　フェデックス　5－4（延長10回）　新潟コンマーシャル倶楽部
- 準決勝

NTT信越硬式野球クラブ　2－1（延長10回）　伏木海陸運送
フェデックス　6－3　バイタルネット
- 代表決定戦

NTT信越硬式野球クラブ　9－0　フェデックス
NTT信越硬式野球クラブが本戦出場

### 関東地区

#### 茨城県1次予選
- 3位決定戦

茨城トヨペット　11－7　JR水戸
- 決勝

住友金属鹿島　6－1　日立製作所
4チームとも2次予選に進出

#### 千葉県1次予選
- リーグ戦

JFE東日本　5－1　JR千葉
JFE東日本　10－1　かずさマジック
かずさマジック　9－0　JR千葉
3チームとも2次予選に進出

#### 山梨県1次予選
- 1回戦

桂クラブ　6－5　甲斐府中クラブ
- 準決勝

南アルプス硬式野球クラブ　3－2　大富士BASEBALL CREW
山梨球友クラブ　6－5　桂クラブ
- 3位決定戦

大富士BASEBALL CREW　7－1　桂クラブ
- 代表決定戦

山梨球友クラブ　4－3　南アルプス硬式野球クラブ
山梨球友クラブは2次予選に進出

#### 神奈川県1次予選
- クラブ1回戦

WIEN BASEBALL CLUB　5－1　国際総合伊勢原クラブ
マルユウベースボールクラブ湘南　4－3　茅ヶ崎サザンカイツ
京浜野球倶楽部　11－8　EMANONベースボールクラブ
全川崎クラブ　7－6　横浜中央クラブ
- クラブ2回戦（クラブ代表決定戦）

横浜金港クラブ　6－0　WIEN BASEBALL CLUB
横浜ベイブルース　9－6　マルユウベースボールクラブ湘南
相模原クラブ　9－0　京浜野球倶楽部
横浜球友クラブ　9－5　全川崎クラブ
- クラブ準決勝

横浜ベイブルース　5－4　横浜金港クラブ
相模原クラブ　5－0　横浜球友クラブ
- クラブ3位決定戦

横浜球友クラブ　7－2　横浜金港クラブ
- クラブ決勝

相模原クラブ　1－0　横浜ベイブルース
- 1回戦

三菱重工横浜　5－3　横浜金港クラブ
日産自動車　8－1　横浜ベイブルース
東芝　8－1　相模原クラブ
新日本石油ENEOS　11－0　横浜球友クラブ
- 準決勝（代表決定戦）

日産自動車　12－0　三菱重工横浜
東芝　6－0　新日本石油ENEOS
- 決勝

日産自動車　9－3　東芝
- 順位決定戦1回戦

横浜金港クラブ　5－2　横浜ベイブルース
相模原クラブ　7－1　横浜球友クラブ
- 5位決定戦

横浜金港クラブ　5－4　全川崎クラブ
- 3位決定戦

新日本石油ENEOS　6－2　三菱重工横浜
日産自動車、東芝は2次予選に進出

#### 栃木県1次予選
都市対抗1次予選が日本選手権予選を兼ねる。
- 代表決定戦

全足利クラブ　5－2　ガッツ全栃木野球クラブ
全足利クラブは2次予選に進出

#### 群馬県1次予選
都市対抗1次予選が日本選手権予選を兼ねる。
- 代表決定戦

富士重工業　11－1　オール高崎野球倶楽部
富士重工業は2次予選に進出

#### 関東2次予選
Honda、鷺宮製作所、三菱重工横浜、新日本石油ENEOS、JR東日本は本戦出場権を獲得済み。
- 1回戦

茨城トヨペット　7－1　山梨球友クラブ
全足利クラブ　8－1（8回コールド）　日本ウェルネススポーツ専門学校
- 2回戦

日立製作所　1x－0　東京ガス
日産自動車　10－1（7回コールド）　JR水戸
NTT東日本　9－2（7回コールド）　JR千葉
富士重工業　4－0　かずさマジック
東芝　9－4　セガサミー
JFE東日本　7－0（8回コールド）　全足利クラブ
明治安田生命　2－0　住友金属鹿島
日本通運　7－0（7回コールド）　茨城トヨペット
- 代表決定戦

NTT東日本　4－2　富士重工業
東芝　6－5　JFE東日本
日産自動車　3－0　日立製作所
日本通運　4－0　明治安田生命
- 敗者復活代表決定戦

富士重工業　4－3　JFE東日本
日立製作所　3－0　明治安田生命
NTT東日本、東芝、日産自動車、日本通運、富士重工業、日立製作所が本戦出場

### 東海地区

#### 静岡県1次予選
- 1回戦

浜松ケイ・スポーツベースボールクラブ　11－9　富士クラブ
- 準決勝

静岡硬式野球倶楽部　9－5　中電硬式野球クラブ
ヤマハ発動機野球部　8－1　浜松ケイ・スポーツベースボールクラブ
- 3位決定戦

浜松ケイ・スポーツベースボールクラブ　14－0　中電硬式野球クラブ
- 代表決定戦

静岡硬式野球倶楽部　8－7　ヤマハ発動機野球部
静岡硬式野球倶楽部は2次予選進出決定戦に進出

#### 愛知県1次予選
- 準決勝

愛知ベースボール倶楽部　10－6　エイデン愛工大OB BLITZ
NAGOYA23　7－2　CENTRAL ARCH春日井
- 代表決定戦

NAGOYA23　3－0　愛知ベースボール倶楽部
NAGOYA23は2次予選進出決定戦に進出

#### 三重県1次予選
- 準決勝

三重高虎ベースボールクラブ　7－5　奥伊勢クラブ
明野レジェンズ　4－1　全三重クラブ
- 代表決定戦

明野レジェンズ　5－4　三重高虎ベースボールクラブ
明野レジェンズは2次予選進出決定戦に進出

#### 東海2次予選進出決定戦
ジェイプロジェクト　15－1　明野レジェンズ
静岡硬式野球倶楽部　8－7　NAGOYA23
ジェイプロジェクト、静岡硬式野球倶楽部は2次予選に進出

#### 東海2次予選
- 1回戦

ヤマハ　1－0　東海REX
三菱自動車岡崎　10－0（7回コールド）　王子製紙
ジェイプロジェクト　5－1　東海理化
日本プロスポーツ専門学校　4－0　静岡硬式野球倶楽部
三菱重工名古屋　3－1　JR東海
西濃運輸　5－2　Honda鈴鹿
- 2回戦

トヨタ自動車　5－2　ヤマハ
三菱自動車岡崎　2－1　ジェイプロジェクト
三菱重工名古屋　10－0（7回コールド）　日本プロスポーツ専門学校
東邦ガス　3－1　西濃運輸
- 代表決定戦

トヨタ自動車　2－1　三菱自動車岡崎
東邦ガス　5－1　三菱重工名古屋
- 敗者復活1回戦

ヤマハ　3－3（降雨により9回引き分け再試合）　王子製紙
ヤマハ　6－3　王子製紙
ジェイプロジェクト　4－0　東海REX
Honda鈴鹿　12－0（8回コールド）　日本プロスポーツ専門学校
西濃運輸　5－4　JR東海
- 敗者復活2回戦

ヤマハ　8－2　ジェイプロジェクト
西濃運輸　6－2　Honda鈴鹿
- 敗者復活3回戦

ヤマハ　7－3　三菱重工名古屋
三菱自動車岡崎　6－2　西濃運輸
- 敗者復活代表決定戦

ヤマハ　1－0　三菱自動車岡崎
トヨタ自動車、東邦ガス、ヤマハが本戦出場

### 近畿地区

#### 京都府1次予選
- 1回戦

ミキハウスREDS　12－5　京都フルカウンツ
鴨沂クラブ　8－3　京都グランドスラム
- 2回戦

京都球友クラブ　14－0　東山高OBクラブ
京都ファイアーバーズ　14－0　東宇治クラブ
ミキハウスREDS　7－0　島津製作所
三菱自動車京都ダイヤフェニックス　14－3　鴨沂クラブ
- 3回戦

ミキハウスREDS　14－0　京都球友クラブ
三菱自動車京都ダイヤフェニックス　15－2　京都ファイアーバーズ
- 準決勝

ニチダイ　7－0　ミキハウスREDS
日本新薬　9－2　三菱自動車京都ダイヤフェニックス
- 代表決定戦

日本新薬　15－4　ニチダイ
- 敗者復活戦

ミキハウスREDS　7－0　三菱自動車京都ダイヤフェニックス
- 第2代表決定戦

ニチダイ　10－3　ミキハウスREDS
日本新薬、ミキハウスREDSは2次予選に進出

#### 滋賀・奈良1次予選
- 1回戦

全大津野球団　12－3　奈良Jメンテナンスクラブ
奈良フレンドクラブ　7－0　GSG斑鳩
近江八幡野球クラブ　13－7　奈良産大OBクラブ
一城クラブ　11－2　帝塚山大OBクラブ
NARA Ambitions club　18－4　瀬田クラブ
- 2回戦

大和高田クラブ　2－1　全大津野球団
奈良フレンドクラブ　5－1　甲賀健康医療専門学校
OBC高島　25－0　NARA Ambitions club
一城クラブ　3－1　近江八幡野球クラブ
- 準決勝

奈良フレンドクラブ　8－5　大和高田クラブ
OBC高島　20－1　一城クラブ
- 代表決定戦

OBC高島　9－1　奈良フレンドクラブ
- 敗者復活戦

大和高田クラブ　8－0　一城クラブ
- 第2代表決定戦

大和高田クラブ　2－1　奈良フレンドクラブ
OBC高島、大和高田クラブは2次予選に進出

#### 大阪・和歌山1次予選
- 1回戦

泉州大阪野球団　11－1　大阪ペーシェンスクラブ
中山製鋼野球クラブ　1－0　関電グループ硬式野球クラブ
履正社学園　4－3　八尾ベースボールクラブ
和歌山箕島球友会　7－1　大阪ウイング硬式野球クラブ
- 2回戦（代表決定戦）

大阪ガス　10－3　泉州大阪野球団
NTT西日本　7－0　中山製鋼野球クラブ
NOMOベースボールクラブ　9－2　履正社学園
日本選手権　10－0　和歌山箕島球友会
- 準決勝

大阪ガス　2－0　NTT西日本
日本生命　7－2　NOMOベースボールクラブ
- 3位決定戦

NTT西日本　8－1　NOMOベースボールクラブ
- 決勝

日本生命　9－2　大阪ガス
- 敗者復活1回戦

関電グループ硬式野球クラブ　7－6　大阪ペーシェンスクラブ
八尾ベースボールクラブ　5－1　大阪ウイング硬式野球クラブ
中山製鋼野球クラブ　6－1　泉州大阪野球団
和歌山箕島球友会　5－3　履正社学園
- 敗者復活2回戦（代表決定戦）

和歌山箕島球友会　6－0　関電硬式野球グループクラブ
中山製鋼野球クラブ　5－4　八尾ベースボールクラブ
- 5位決定戦

中山製鋼野球クラブ　2－1　和歌山箕島球友会
日本生命、大阪ガス、NTT西日本、NOMOベースボールクラブ、中山製鋼クラブ、和歌山箕島球友会は2次予選に進出

#### 兵庫県1次予選
- 1回戦

関西メディカルスポーツ専門学校　10－5　神戸レールスターズ
トータル阪神　4－3　全播磨硬式野球団
- 準決勝

新日本製鉄広畑　11－0　関西メディカルスポーツ専門学校
三菱重工神戸　（不戦勝）　トータル阪神
- 代表決定戦

三菱重工神戸　9－5　新日本製鉄広畑
- 敗者復活1回戦

関西メディカルスポーツ専門学校　1－0　全播磨硬式野球野球団
- 敗者復活2回戦

関西メディカルスポーツ専門学校　11－4　神戸レールスターズ
- 第2代表決定戦

新日本製鉄広畑　9－1　関西メディカルスポーツ専門学校
三菱重工神戸、新日本製鉄広畑は2次予選に進出

#### 近畿2次予選
トータル阪神、パナソニックは本戦出場権を獲得済み。
- 1回戦

新日本製鉄広畑　1－0　NOMOベースボールクラブ
大阪ガス　7－0（7回コールド）　和歌山箕島球友会
大和高田クラブ　3－1　中山製鋼野球クラブ
NTT西日本　3－2　ニチダイ
- 代表決定戦①

日本新薬　6－4　新日本製鉄広畑
OBC高島　7－5　大阪ガス
NTT西日本　5－2　日本生命
三菱重工神戸　3－1　大和高田クラブ
- 代表決定戦②

大阪ガス　5－4　新日本製鉄広畑
日本生命　2－1　大和高田クラブ
- 敗者復活戦

NOMOベースボールクラブ　5－0　和歌山箕島球友会
中山製鋼野球クラブ　3－2（延長11回）　ニチダイ
- 敗者復活代表決定戦

大和高田クラブ　6－0　NOMOベースボールクラブ
新日本製鉄広畑　3－1　中山製鋼野球クラブ
日本新薬、OBC高島、NTT西日本、三菱重工神戸、大阪ガス、日本生命、大和高田クラブ、新日本製鉄広畑が本戦出場

### 中国地区

#### 岡山・鳥取1次予選
- 1回戦

倉敷ピーチジャックス　9－2　柵原クラブ
- 準決勝

三菱自動車倉敷オーシャンズ　15－1　鳥取キタロウズ
シティライト岡山　4－0　倉敷ピーチジャックス
- 代表決定戦

三菱自動車倉敷オーシャンズ　7－1　シティライト岡山
- 敗者復活1回戦

柵原クラブ　4－1　鳥取キタロウズ
- 敗者復活2回戦

倉敷ピーチジャックス　5－4　柵原クラブ
- 敗者復活3回戦

シティライト岡山　1－0　倉敷ピーチジャックス
三菱自動車倉敷オーシャンズは2次予選に進出、シティライト岡山は中国1次予選に進出

#### 広島県1次予選
- 1回戦

MSH塩見　9－3　日本ウェルネススポーツ専門学校広島
- 2回戦（代表決定戦）

JFE西日本　12－1　ツネイシホールディングスクラブ
三菱重工広島　3－0　ワイテック
三菱重工三原　4－0　広島鯉城クラブ
伯和ビクトリーズ　7－0　MSH塩見
- 準決勝

JFE西日本　10－2　伯和ビクトリーズ
三菱重工広島　1－0　三菱重工三原
- 決勝

JFE西日本　10－5　三菱重工広島
- 敗者復活1回戦

ツネイシホールディングスクラブ　7－0　日本ウェルネススポーツ専門学校広島
- 敗者復活2回戦

ワイテック　2－1　MSH塩見
ツネイシホールディングスクラブ　8－0　広島鯉城クラブ
- 第5代表決定戦

ワイテック　3－0　ツネイシホールディングスクラブ
JFE西日本、三菱重工広島、伯和ビクトリーズ、三菱重工三原、ワイテックは2次予選に進出、ツネイシホールディングスクラブは中国1次予選に進出

#### 山口県1次予選
- 1回戦

航空自衛隊防府クラブ　10－0　海上自衛隊岩国クラブ
- 準決勝

光シーガルズ　9－1　航空自衛隊防府クラブ
山口きららマウントG　10－0　岩国五橋クラブ
- 代表決定戦

光シーガルズ　5－4　山口きららマウントG
光シーガルズは2次予選に進出、山口きららマウントGは中国1次予選に進出

#### 中国1次予選
- リーグ戦

ツネイシホールディングスクラブ　3－3　山口きららマウントG
シティライト岡山　16－0　山口きららマウントG
シティライト岡山　8－2　ツネイシホールディングスクラブ
シティライト岡山は2次予選に進出

#### 中国2次予選
- 予選リーグA組

三菱自動車倉敷オーシャンズ　3－0　光シーガルズ
JFE西日本　7－0（7回コールド）　ワイテック
三菱自動車倉敷オーシャンズ　2－2（延長12回引き分け）　JFE西日本
ワイテック　2－1　三菱自動車倉敷オーシャンズ
JFE西日本　3－0　光シーガルズ
ワイテック　6－2　光シーガルズ
JFE西日本は第1代表決定戦、ワイテックは第2代表決定トーナメント1回戦に進出
- 予選リーグB組

三菱重工広島　5－1（延長10回）　伯和ビクトリーズ
三菱重工広島　8－4　シティライト岡山
三菱重工三原　8－3　伯和ビクトリーズ
シティライト岡山　3x－2（延長10回）　三菱重工三原
三菱重工広島　4－1　三菱重工三原
伯和ビクトリーズ　4－2　シティライト岡山
三菱重工広島は第1代表決定戦、三菱重工三原は第2代表決定トーナメント1回戦に進出
- 第1代表決定戦

三菱重工広島　5－3　JFE西日本
- 第2代表決定トーナメント1回戦

三菱重工三原　6－1　ワイテック
- 第2代表決定戦

JFE西日本　9－0（7回コールド）　三菱重工三原
三菱重工広島、JFE西日本が本戦出場

### 四国地区

#### 1次予選
- リーグ戦

JR四国　3－2　アークバリアドリームクラブ
四国銀行　3－0　徳島野球倶楽部
四国銀行　6－5　アークバリアドリームクラブ
JR四国　12－2　松山フェニックス
JR四国　7－2　徳島野球倶楽部
アークバリアドリームクラブ　9－6　松山フェニックス
松山フェニックス　4－3　徳島野球倶楽部
四国銀行　8－7　JR四国
四国銀行　7－0　松山フェニックス
アークバリアドリームクラブ　7－2　徳島野球倶楽部
四国銀行、JR四国、アークバリアドリームクラブ、松山フェニックスは2次予選に進出

#### 2次予選
- 準決勝

四国銀行　7－3　松山フェニックス
JR四国　7－0（8回コールド）　アークバリアドリームクラブ
＊代表決定戦
四国銀行　5x－4　JR四国
四国銀行が本戦出場

### 九州地区

#### 福岡県1次予選
- 代表決定戦

JR九州　13－1　日本ウェルネススポーツ専門学校北九州
沖データコンピュータ教育学院　2－1　嘉麻市バーニングヒーローズ
九州三菱自動車　4－2　福岡ベースボールクラブ
日産自動車九州　5－4　福岡オーシャンズ9
- 敗者復活戦

嘉麻市バーニングヒーローズ　7－5　日本ウェルネススポーツ専門学校北九州
福岡オーシャンズ9　7－6　福岡ベースボールクラブ
- 第5代表決定戦

福岡オーシャンズ9　3－1　嘉麻市バーニングヒーローズ
JR九州、沖データコンピュータ教育学院、九州三菱自動車、日産自動車九州、福岡オーシャンズ9は2次予選に進出

#### 長崎・佐賀1次予選
- 対抗戦

三菱重工長崎　8－0　佐賀魂
三菱重工長崎　12－0　佐賀魂
三菱重工長崎は2次予選に進出

#### 熊本県1次予選
- 1回戦（代表決定戦）

熊本ゴールデンラークス　14－1　八代レッドスター
- 決勝

Honda熊本　12－3　熊本ゴールデンラークス
Honda熊本、熊本ゴールデンラークスは2次予選に進出

#### 大分県1次予選
- 1回戦

新日本製鉄大分ベースボールクラブ　7－2　BAN BASEBALL CLUB
九州総合スポーツカレッジ　13－2　大分ソーリンズ野球倶楽部
- 代表決定戦

新日本製鉄大分ベースボールクラブ　9－2　九州総合スポーツカレッジ
新日本製鉄大分ベースボールクラブは2次予選に進出

#### 南九州1次予選
- 1回戦

鹿児島ホワイトウェーブ　6－3　宮崎福祉医療カレッジ
宮崎梅田学園　7－6　薩摩
- 代表決定戦

宮崎梅田学園　5－0　鹿児島ホワイトウェーブ
宮崎梅田学園は2次予選に進出

#### 沖縄県1次予選
- 1回戦

エナジック　7－6　金武イーグルス
- 準決勝

沖縄電力　5－1　エナジック
ビッグ開発ベースボールクラブ　5－2　てるクリニック
- 第1代表決定戦

沖縄電力　11－4　ビッグ開発ベースボールクラブ
- 敗者復活戦

エナジック　6－1　てるクリニック
- 第2代表決定戦

エナジック　2－1　ビッグ開発ベースボールクラブ
沖縄電力、エナジックは2次予選に進出

#### 九州2次予選
- 1回戦

沖データコンピュータ教育学院　8－1（7回コールド）　エナジック
九州三菱自動車　5－4　宮崎梅田学園
日産自動車九州　11－0（7回コールド）　福岡オーシャンズ9
三菱重工長崎　10－2（7回コールド）　新日本製鉄大分ベースボールクラブ
- 2回戦

JR九州　8－1（7回コールド）　沖データコンピュータ教育学院
九州三菱自動車　9－2（7回コールド）　宮崎梅田学園
Honda熊本　3－2　日産自動車九州
沖縄電力　9－4　三菱重工長崎
- 準決勝

九州三菱自動車　4－3　JR九州
Honda熊本　4－1　沖縄電力
- 第1代表決定戦

九州三菱自動車　5－2　Honda熊本
- 敗者復活1回戦

エナジック　7－4　日産自動車九州
三菱重工長崎　7－0（7回コールド）　宮崎梅田学園
沖データコンピュータ教育学院　4－1　福岡オーシャンズ9
熊本ゴールデンラークス　2－0　新日本製鉄大分ベースボールクラブ
- 敗者復活2回戦

三菱重工長崎　13－0（7回コールド）　エナジック
熊本ゴールデンラークス　4x－3　沖データコンピュータ教育学院
- 敗者復活3回戦

JR九州　4－3　三菱重工長崎
熊本ゴールデンラークス　3x－2　沖縄電力
- 敗者復活4回戦

JR九州　10－3（7回コールド）　熊本ゴールデンラークス
- 第2代表決定戦

JR九州　2－0　Honda熊本
九州三菱自動車、JR九州が本戦出場